# Ptychobranchus greenii
Ptychobranchus greenii é uma espécie de bivalve da família Unionidae.
É endémica dos Estados Unidos da América. 